# Ricky Enø Jørgensen
Ricky Enø Jørgensen (født 5. juni 1989 i Ilulissat, Grønland) er dansk tidligere elitecykelrytter, der har kørt for bl.a. Team Designa Køkken i 2008 og Glud & Marstrand Horsens i 2009 og 2010 under Michael Skelde, den nuværende ejer af Team CULT Energy. 
Ricky Enø kørte fast på U23-landsholdet i 2009 og 2010. Han blev U23-danmarksmester 2010, hvor han vandt foran holdkammeraten Christopher Juul-Jensen.  
Ricky Enø Jørgensen styrtede i Olympia Tour i 2011 og blev opereret i højre knæ, men blev efterfølgende nødt til at indstille den aktive karriere. I stedet blev han sportsdirektør på Team Designa Køkken - Knudsgaard og Team ColoQuick. I 2016 bliver Ricky Enø sportschef for Team TREFOR. 

## Udmærkelser
- Årets Talent i dansk cykelsport (2007)[1]